# Porto Cristo
Porto Cristo è una piccola città costiera situata sulla costa orientale dell'isola di Maiorca, all'interno del comune di Manacor.
In questa località è possibile visitare le Grotte del Drago (Cuevas del Drach).